# سطح خدمات
سطح خدمات (به انگلیسی Service level) عملکرد یک سیستم را اندازه‌گیری می‌کند. اهداف مشخصی تعریف شده و سطح خدمات درصدی را نشان می‌دهد که باید به آن اهداف دست یابد. میزان پر شدن با سطح خدمات متفاوت است. نمونه‌هایی از سطح خدمات: درصد تماس‌ها در یک مرکز تماس پاسخ داده می‌شود. درصدی از مشتریانی که بهمراه هم کمتر از یک زمان ثابت معین انتظار دارند. درصد مشتریانی که فروش سهام را تجربه نمی‌کنند. درصد تمام قسمتهای یک سفارش به‌طور کامل انجام می‌شود (توضیح) اگر یک جز component از یک سفارش پر نشده باشد، سطح خدمات برای آن سفارش صفر است، اگر همه اجزای یک سفارش تحویل داده شود، به جز یک مورد با ۵۱٪ پر شود، سطح خدمات برای آن سفارش ۵۱٪ است (این سیستم اغلب در تحویل زنجیره تأمین به تولید استفاده می‌شود)، این بسیار متفاوت از اندازه‌گیری پر کردن سفارش ساده است که اقلام خط سفارش را در نظر نمی‌گیرد.

## سطح سرویس
سطح خدمات در مدیریت زنجیره تأمین و در مدیریت موجودی برای اندازه‌گیری عملکرد سیاستهای دوباره پر کردن موجودی استفاده می‌شود. در نظر گرفته شده، از راه حل بهینه چنین مدلی نیز می‌توان اندازه بهینه سفارشات برگشتی را بدست آورد. متأسفانه، این رویکرد بهینه‌سازی مستلزم این است که برنامه‌ریز از مقدار بهینه هزینه‌های سفارش عقب بداند. ازآنجاکه کمی سازی این هزینه‌ها در عمل دشوار است، عملکرد لجستیکی گره موجودی در شبکه تأمین با کمک اقدامات فنی ارزیابی می‌شود. مقادیر هدف این اقدامات توسط تصمیم گیرنده تعیین می‌شود. تعاریف مختلفی از سطح خدمات در ادبیات و همچنین در عمل استفاده می‌شود. اینها ممکن است نه تنها از نظر دامنه و تعداد محصولات در نظر گرفته شده بلکه از نظر فاصله زمانی مربوط به آنها نیز متفاوت باشد. این معیارهای عملکرد شاخص‌های اصلی عملکرد (KPI) گره موجودی هستند که باید به‌طور منظم کنترل شوند. اگر کنترل عملکرد گره موجودی نادیده گرفته شود، تصمیم گیرنده نمی‌تواند فرایندهای موجود در یک زنجیره تأمین را بهینه کند.

### سطح α خدمات (نوع ۱)
سطح α خدمات یک معیار عملکرد گرا است. این احتمال را می‌سنجد که کلیه سفارش‌های مشتری که در یک بازه زمانی مشخص رسیده‌اند، به‌طور کامل از سهام موجود تحویل داده می‌شوند، یعنی بدون تأخیر.

### سطح β خدمات (نوع ۲)
سطح βخدمات یک معیار عملکرد کمی گرا است که نسبت کل تقاضا را در یک دوره مرجع توصیف می‌کند که بدون تأخیر از سهام موجود تحویل می‌شود

### سطح γ خدمات (نوع ۳)
سطح γ خدمات، یک معیار عملکرد مربوط به زمان و کمیت، نه تنها مقدار بازپرداخت‌ها بلکه زمان انتظار تقاضاهای سفارش داده شده را منعکس می‌کند. سطح خدمات γ به شرح زیر تعریف می‌شود